# KRKO
KRKO (1380 AM) je americká rozhlasová stanice licencovaná ve městě Everett ve státě Washington. Jedná se o sportovní rádio dostupné po celé metropolitní oblasti Seattle. Založeno bylo již roku 1922 a nyní je provozováno místní společností S-R Broadcasting Company, Inc.

## Historie
KRKO bylo pátou rozhlasovou stanicí státu Washington, která získala licenci od federálního ministerstva obchodu. Původní licence, vydaná k datu 17. srpna 1922, stále visí na zdi v budově, odkud rádio vysílá. Původním názvem stanice přiděleným ministerstvem obchodu bylo KFBL, to ale nic nemění na faktu, že KRKO je jednou z nejstarších licencovaných rozhlasových stanic v zemi. Její provoz byl zahájen bratry Ottem a Robertem Leesovými ze druhého patra autoopravny na křižovatce 28th Street a Rucker Avenue v centru Everettu.
Od svého založení v roce 1922 zůstává stanice ve vlastnictví místních obyvatel. Bratři Leesové ji ve třicátých letech prodali svému technikovi Benu Mudgettovi, ten zase ještě ke konci 30. let rodině Taftů, která ji vlastnila až do sedmdesátých let. Poté provozoval stanici několik let právník Taftových ve Washingtonu, John Marple, a to se skupinou několika podnikatelů. Na začátku 80. let se kontroly nad stanicí ujala skupina místních podnikatelů vedená pivním dodavatelem Nilesem Fowlerem. V polovině stejné dekády se stanice dočkala dalšího obchodu, tentokrát zpět k rodině Taftových. Jenže už v roce 1987 byla zakoupena místními podnikateli Artem Skotdalem a Royem Robinsonem. Rodina Skotdalů je stále vlastníkem stanice.
V roce 2000 byla stanice převedena do sportovního formátu. 
V září 2009 byly dvě ze čtyř rozhlasových vysílačů stanice převrženy vandaly. Díky nápisu na místě bylo zjištěno, že za to mohla ekoteroristická skupina Earth Liberation Front. Vysílání muselo být přesunuto na náhradní vysílač a pokračovat ve snížené nominální síle. Do původní nominální síly se vysílání vrátilo v srpnu 2010, kdy byly zničené věže nahrazeny.

## Formát
KRKO je sportovní stanicí patřící pod síť Fox Sports Radio. Vysílá tedy živé komentáře ze sportovních událostí, jako jsou závody NASCAR, zápasy amerického fotbalu a basketbalu University of Washington Huskies, hokejového týmu Vancouver Canucks, baseballových Everett AquaSox nebo hokejových Everett Silvertips. Mezi reportéry stanice patří Dan Patrick, Jim Rome, Steve Hartman, Pat O'Brien, Petros Papadakis, Matt „Money“ Smith a Tony Bruno.